# 鈴木敏文
鈴木敏文（1932年12月1日—）是日本著名企業家，曾擔任日本7&I控股公司、伊藤洋華堂、日本7-Eleven等公司的代表取締役會長與CEO，也擔任日本中央大學理事長。

## 生平
1932年出生於日本長野縣埴科郡坂城町，畢業於日本中央大學經濟學部，（2003年獲同校名譽博士）。大學畢業後原希望進入出版社成為記者，但是因故錄取中止，因而進入東京出版販賣株式會社（現今株式會社東販）任職。30歲時進入伊藤洋華堂，1971年伊藤洋華堂面臨超市與地方小販賣店的衝突，展店出現瓶頸，為求突破赴美國考察時發現便利商店這樣的業種，認為此行業可以在日本發展，因而與美國南方公司洽談合作，於1973年在總部不看好的情形下，自行籌資一半，召集了15名完全沒有經驗的新手成立了日本7-Eleven，翌年5月於東京都江東區開出第一家店，兩年內便開設了一百家店。之後因為其獨到的經營手腕，使日本7-Eleven取得空前的成功，成為世界最大的單一便利商店體系，1991年買下當時破產的美國南方公司，其成功的經驗成為許多大學研究的案例。
他創造了單品管理（指將經營的焦點深入每一個單一的商品品項）這個獨有的管理名詞，單品管理的方法也是7-Eleven最重要的經營精神。
2016年4月7日，退出7&I控股公司與7-Eleven集團的管理層。

## 備註
1. ↑  .   [2016-04-08]. （原始内容存档于2019-06-24）.